# Einflusssphäre (Astronomie)
Die Einflusssphäre (kurz SOI; engl. sphere of influence) ist eine u. a. in der Astrodynamik und Raumfahrt gebräuchliche Größe. Sie gibt an, in welchem Bereich die Gravitation eines Himmelskörpers im Sonnensystem (etwa eines Planeten oder Mondes) Auswirkungen auf andere Himmelskörper hat, die in Rechnungen unbedingt mit einbezogen werden müssen. Außerhalb der SOI wird der Einfluss des Himmelskörpers gegenüber dem der Sonne als vernachlässigbar angesehen.

## Grund der Einführung
Ohne das Instrument der SOI wären Bewegungen von Himmelskörpern, vor allem von Raumschiffen und Raumstationen, extrem schwer berechenbar, da jeder Körper auf jeden anderen einen gravitativen Einfluss hat: schon ein Dreikörperproblem kann man nur noch über ein System aus Differentialgleichungen beschreiben, welches allgemein nicht mehr lösbar ist. Das gesamte Sonnensystem mit allen darin enthaltenen Himmelskörpern ist dann schließlich ein komplexes System, dessen Bewegungsgleichungen, wenn überhaupt, nur mit sehr hohem Zeitaufwand und sehr leistungsfähigen Computern ermittelt werden können.
Durch die Anwendung der SOI wird die Komplexität des Systems also deutlich vermindert, und aus einem Mehrkörperproblem wird meist ein Zweikörperproblem, welches man ohne Rechnerunterstützung lösen kann.

## Berechnung
Meist geht man davon aus, dass die SOI eine Kugel ist, deren Radius man nach folgender Gebrauchsformel berechnen kann:
{\displaystyle r_{\text{SOI}}=a_{P}\cdot \left({\frac {m_{\text{Planet}}}{m_{\text{Sonne}}}}\right)^{\frac {2}{5}}}.
Dabei ist
- {\displaystyle a_{P}} die große Halbachse der Planetenbahn (was bei Kreisbahnen dem Abstand von der Sonne, also dem Radius der Bahn um die Sonne, entspricht)
- {\displaystyle m} die jeweilige Masse.

Das heißt, die Sphere of Influence eines Planeten ist umso größer, je weiter er von der Sonne entfernt und je schwerer er ist.

## Werte
| Himmelskörper | SOI-Radius (in km) | SOI-Radius (in Radien des Himmelskörpers) |
| ------------- | ------------------ | ----------------------------------------- |
| Merkur        | 112.000            | 45                                        |
| Venus         | 616.000            | 100                                       |
| Erde          | 925.000            | 145                                       |
| Mond          | 66.000             | 38                                        |
| Mars          | 577.000            | 170                                       |
| Jupiter       | 48.200.000         | 677                                       |
| Saturn        | 54.800.000         | 901                                       |
| Uranus        | 51.700.000         | 2.025                                     |
| Neptun        | 86.700.000         | 3.866                                     |